# Houston Texans 2008
La stagione 2008 degli Houston Texans è stata la settima della franchigia nella National Football League. Anche se i Texans persero le prime quattro gare della stagione, riuscirono a vincere 5 delle ultime 6, terminando per il secondo anno consecutivo con un bilancio di 8-8.
Il 2008 segnò anche la prima apparizione dei Texans nel Monday Night Football

## Draft NFL 2008
| Giro/Scelta          | Giocatore        | Ruolo            | College          |
| -------------------- | ---------------- | ---------------- | ---------------- |
| 1/26 (Da Baltimore)  | Duane Brown      | Offensive tackle | Virginia Tech    |
| 3/79                 | Antwaun Molden   | Cornerback       | Western Kentucky |
| 3/89 (Da Baltimore)  | Steve Slaton     | Running back     | West Virginia    |
| 4/118                | Xavier Adibi     | Linebacker       | Virginia Tech    |
| 5/151                | Frank Okam       | Defensive tackle | Texas            |
| 6/173 (Da Baltimore) | Dominique Barber | Safety           | Minnesota        |
| 7/223                | Alex Brink       | Quarterback      | Washington State |

I Texans selezionarono sette giocatori nel Draft 2008. Prima del draft la squadra possedeva solo cinque scelte per aver scambiato quella del secondo giro con gli Atlanta Falcons per il quarterback Matt Schaub e quella del sesto giro coi Denver Broncos per il centro Chris Myers. Successivamente i Texans scambiarono la loro prima scelta del primo giro coi Baltimore Ravens per le loro scelte del terzo e sesto giro insieme a quella del loro primo giro.

## Calendario
| Turno | Data                           | Avversario                     | Risultato                      | Stadio                          | Record                         | Tabellino                      |
| ----- | ------------------------------ | ------------------------------ | ------------------------------ | ------------------------------- | ------------------------------ | ------------------------------ |
| 1     | 7/9/2008                       | @ Pittsburgh Steelers          | S 38–17                        | Heinz Field                     | 0–1                            | Recap                          |
| 2     | Pausa a causa dell'Uragano Ike | Pausa a causa dell'Uragano Ike | Pausa a causa dell'Uragano Ike | Pausa a causa dell'Uragano Ike  | Pausa a causa dell'Uragano Ike | Pausa a causa dell'Uragano Ike |
| 3     | 21/9/2008                      | @ Tennessee Titans             | S 31–12                        | LP Field                        | 0–2                            | Recap                          |
| 4     | 28/9/2008                      | @ Jacksonville Jaguars         | S 30–27 OT                     | Jacksonville Municipal Stadium  | 0–3                            | Recap                          |
| 5     | 5/10/2008                      | Indianapolis Colts             | S 31–27                        | Reliant Stadium                 | 0–4                            | Recap                          |
| 6     | 12/10/2008                     | Miami Dolphins                 | V 29–28                        | Reliant Stadium                 | 1–4                            | Recap                          |
| 7     | 19/10/2008                     | Detroit Lions                  | V 28–21                        | Reliant Stadium                 | 2–4                            | Recap                          |
| 8     | 26/10/2008                     | Cincinnati Bengals             | V 35–6                         | Reliant Stadium                 | 3–4                            | Recap                          |
| 9     | 2/11/2008                      | @ Minnesota Vikings            | S 28–21                        | Hubert H. Humphrey Metrodome    | 3–5                            | Recap                          |
| 10    | 9/11/2008                      | Baltimore Ravens**             | S 41–13                        | Reliant Stadium                 | 3–6                            | Recap                          |
| 11    | 16/11/2008                     | @ Indianapolis Colts           | S 33–27                        | Lucas Oil Stadium               | 3–7                            | Recap                          |
| 12    | 23/11/2008                     | @ Cleveland Browns             | V 16–6                         | Cleveland Browns Stadium        | 4–7                            | Recap                          |
| 13    | 1/12/2008                      | Jacksonville Jaguars*          | V 30–17                        | Reliant Stadium                 | 5–7                            | Recap                          |
| 14    | 7/12/2008                      | @ Green Bay Packers            | V 24–21                        | Lambeau Field                   | 6–7                            | Recap                          |
| 15    | 14/12/2008                     | Tennessee Titans               | V 13–12                        | Reliant Stadium                 | 7–7                            | Recap                          |
| 16    | 21/12/2008                     | @ Oakland Raiders              | S 27–16                        | Oakland-Alameda County Coliseum | 7–8                            | Recap                          |
| 17    | 28/12/2008                     | Chicago Bears                  | V 31–24                        | Reliant Stadium                 | 8–8                            | Recap                          |